# Sony Vision-S
Sony Vision-S ist ein elektrisch angetriebenes Konzeptfahrzeug des japanischen Elektronikkonzerns Sony.
Präsentiert wurde das Fahrzeug am 6. Januar 2020 auf der amerikanischen Technikmesse Consumer Electronics Show (CES), die jährlich in Las Vegas, Nevada unter der Regie des amerikanischen Wirtschaftsverbands CTA ausgerichtet wird.
Plattform und Systeme der Kombilimousine wurden mit Partnerfirmen entwickelt, darunter Magna, Benteler, Bosch, NVIDIA, Continental, Qualcomm, ZF, Elektrobit, Blackberry, Gentex sowie der niederländische Kartendienst HERE. Das Konzept soll ebenfalls auf SUVs und Vans übertragbar sein.
Aufsehen erregte die Präsentation vor allem dadurch, dass die Pläne der in der Unterhaltungselektronik tätigen Firma Sony, in die Automobilentwicklung einzusteigen, vorher nicht bekannt geworden waren.
Auf der Consumer Electronics Show Anfang Januar 2022 sagte Sonys Präsident Kenichiro Yoshida, Sony erkunde „eine kommerzielle Markteinführung von Sonys Elektroautos“. Im März 2022 wurde verkündet, dass gemeinsam mit Honda Elektroautos gebaut werden sollen. Auf der CES im Januar 2023 wurde hierfür die Marke Afeela vorgestellt. Zudem stellte man eine Weiterentwicklung des Vision-S aus. Das seriennahe Modell Afeela 1 wurde schließlich auf der CES im Januar 2025 vorgestellt. 2026 soll es in den Handel kommen.

## Eigenschaften
Laut Hersteller liegen die Schwerpunkte der Studie auf drei Kernbereichen:

### Sicherheit
Durch eine Kombination von 18 Kameras und 22 Ultraschall-, Radar- und Lidarsensoren ergibt sich eine umfangreiche 360°-Beobachtung der Umgebung. Dies ermöglicht den Einsatz verschiedenster Fahrassistenzsysteme wie Abstandsregelung, Notbremsassistent, Spurwechselassistent und automatische Einparkvorrichtung. Durch regelmäßige Updates der Software soll das derzeit vorgestellte Automatisierungslevel von 2+ auf letztlich Level 4 (Normierungsregeln der amerikanischen Verkehrsbehörde NHTSA) angehoben werden.
Ein kameragestütztes Fahrerüberwachungssystem überwacht Körperfunktionen und Bewegungsmuster des Fahrers und warnt ihn im Fall von Müdigkeitserscheinungen und fehlender Konzentration. Anstelle von Rückblickspiegeln gibt es drei Monitore im Fahrzeug, die Bilddarstellung korrigiert selbstständig Blendung und veränderte Lichtverhältnisse.

### Entertainment
Der Prototyp verfügt über ein Infotainmentsystem mit Panoramabildschirm und einer surround-Akustikanlage mit 33 verteilten Lautsprechern. Steigt der Fahrer/die Fahrerin aus dem Auto, wird im Fahrzeug gespielte Musik/Videos nahtlos auf dem eigenen Mobilgerät weitergespielt und umgekehrt.

### Anpassungsvermögen
Über eine Daten-Schnittstelle lassen sich Informationen zum Fahrzeug per App auf dem Smartphone abrufen. Dazu zählen Position, Akkukapazität und Ladevorgang sowie Innen- und Außentemperatur.
Das Auto passt sich im Laufe der Nutzung den persönlichen Vorlieben an. Nach und nach sollen so Personalisierungen bezüglich Sitzeinstellung, Heizung und Musik möglich sein.
Erkennt das Fahrzeug beispielsweise eine schlafende Person auf der Rückbank, temperiert es die direkte Umgebung punktuell neu.
Über Cloud Computing via 5G sollen die Erkenntnisse des eigenen Fahrzeugs weiter verarbeitet und optimiert werden.

## Motorisierung
Das Fahrzeug verfügt über einen Allradantrieb. Die zwei Elektromotoren sollen 536 PS (400 kW) leisten und das Fahrzeug innerhalb von 4,8 Sekunden von 0 auf 100 km/h beschleunigen. Es soll eine Höchstgeschwindigkeit von 240 km/h erreicht werden.

## Produktion
Sony plant keine eigene Produktion des Fahrzeugs und hat keine genauere Vorstellung zu Produktionszeitraum und Preis genannt. Auf seiner Webpräsenz bezeichnet der Konzern die Studie als Veranschaulichung eines möglichen Beitrags zur Mobilitätswende. Es bleibt daher abzuwarten, ob eine Serienfertigung überhaupt vorgesehen ist oder das Fahrzeug nur zur Darstellung der technischen Lösungen Sonys dient und Basis für weitere Verbesserung an dieser Technologie sein soll. Eine umfangreiche Forschung an Sensorik und im Bereich des autonomen Fahrens ist vorgesehen.